# Schützenmühle (Březová)

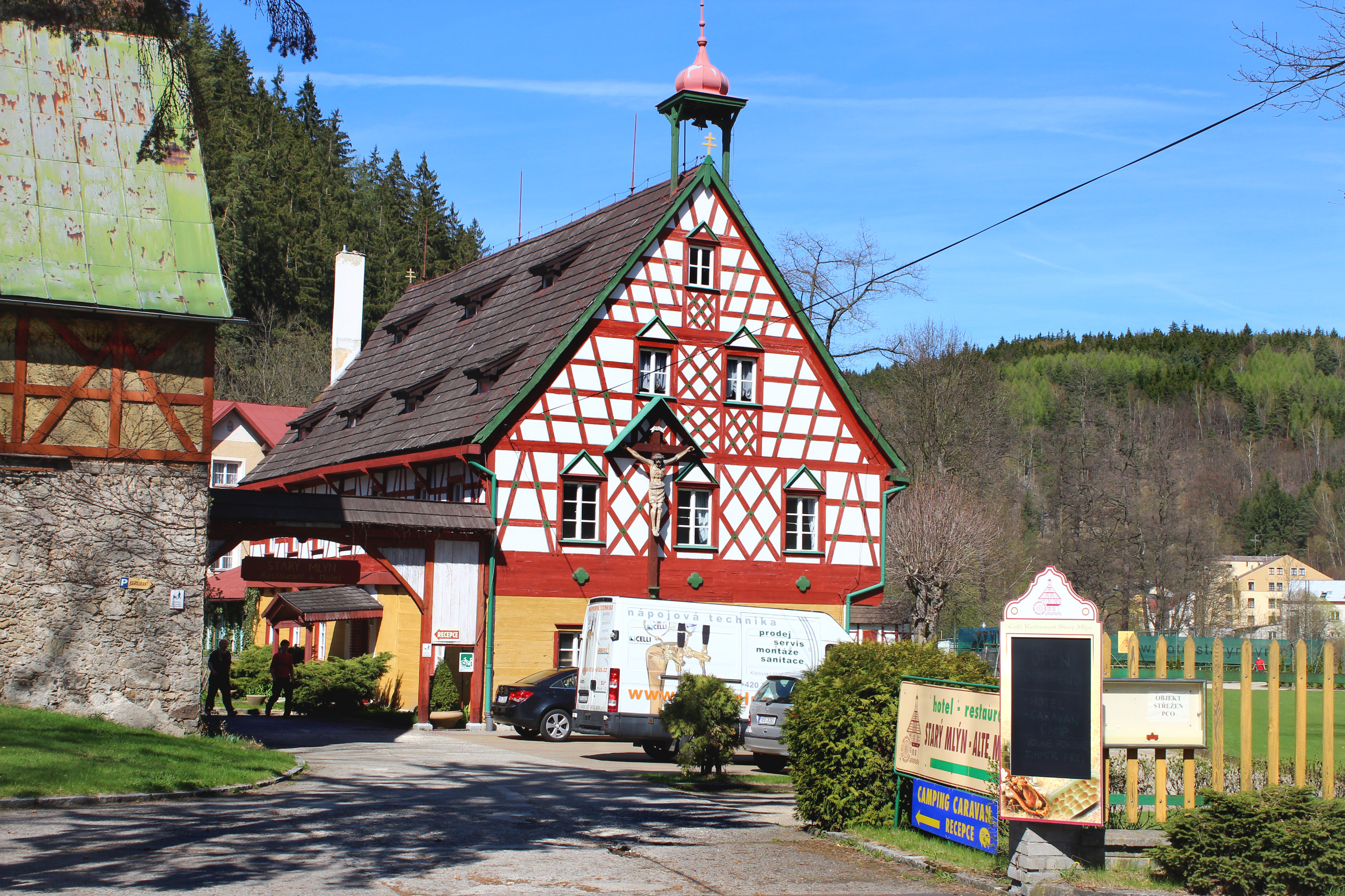
Die Alte Mühle in Březová

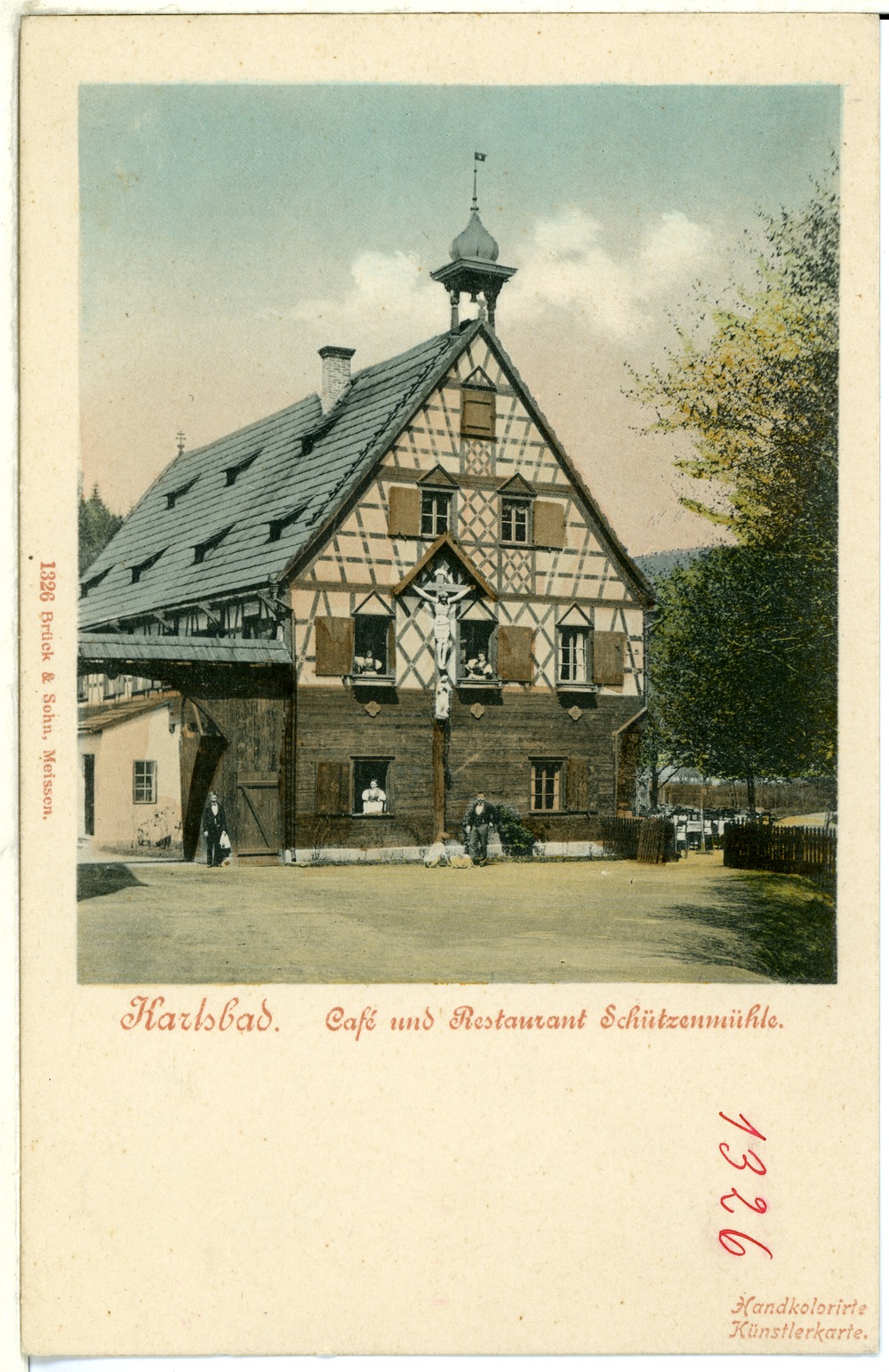
Schützenmühle, kurz nach der Eröffnung 1899

Die Schützenmühle (tschechisch Střelecký mlýn) ist ein verziertes und mit einem Flurkreuz versehenes Fachwerkhaus in Pirkenhammer (Březová) in Tschechien. Das Gebäude wurde vom Karlsbader Schützenkorps errichtet und 1899 eröffnet. Von Anfang an erfolgte eine gastronomische Bewirtschaftung, zunächst für die Schützen, doch schon bald entwickelte sich die Schützenmühle zu einem beliebten Ausflugsziel für Karlsbader Kurgäste.
Die Bauform der Schützenmühle ist in ländlicher, für das Egerland typischer Art.